# Huallanca
La ciudad de Huallanca es la capital del distrito de Huallanca en la provincia de Bolognesi, región Áncash, en el Perú.

## Ubicación
Se asienta a una altitud de 3 540 m s. n. m. en un estrecho valle delimitado al norte por el río Santa Rosa y al sur por el río Ishpag, los cuales a escasos metros de la ciudad confluyen formando el río Vizcarra.

## Comunicaciones
Existen dos maneras de acceder a Huallanca. La primera es desde Lima a través de la Panamericana norte, Paramonga, Chasquitambo, Cajacay, Conococha, Pachapaqui, abra de Yanashalla, Huanzala y Huallanca el cual constituye la penúltima escala para los que van La Unión, región Huánuco.
La segunda vía la constituye la puerta a Huaraz y Huaraz-La Unión. Enlaza la localidad de La Unión con Conococha y los poblados del Callejón de Huaylas.